# Elafrosaure
L'elafrosaure (Elaphrosaurus) és un gènere de dinosaure teròpode carnívor que va viure al Juràssic superior (Kimmeridgià). Les seves restes fòssils es van trobar a Tendaguru, Tanzània. L'elafrosaure probablement era un ceratosaure d'uns 6 metres de longitud.